# Cinderfella
Cinderfella  (br: Cinderelo sem Sapato; pt: Cinderelo dos Pés Grandes) é uma filme de 1960, uma comédia cinematográfica de fantasia dirigida por Frank Tashlin. É uma sátira do conto infantil Cinderela.

## Elenco principal
- Jerry Lewis .... Cinderfella
- Ed Wynn .... "Gênio-Padrinho"
- Judith Anderson .... Madrasta
- Henry Silva .... Maximilien
- Robert Hutton .... Rupert

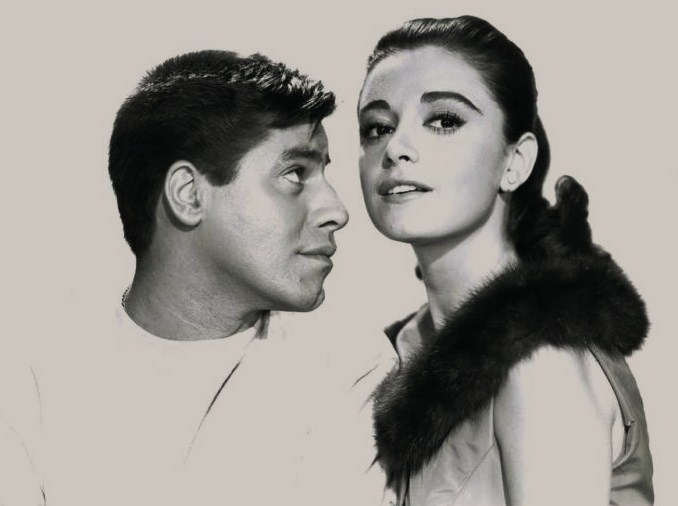
Jerry Lewis e Anna Maria Alberghetti como os personagens principais do filme.

- Anna Maria Alberghetti .... Princesa

## Sinopse
O rico pai de Fella morre enquanto ele ainda era criança. Assim, Fella continua morando em sua mansão com sua madrasta e seus dois meio-irmãos. Tratado como criado pela família quando cresce, Fella conta para eles sobre o sonho que tem com o seu falecido pai, que quer lhe dizer onde uma fortuna foi escondida. Mas Fella sempre acorda antes que seu pai revele o local. Quando a família está à beira da falência, tentam enganar Fella para descobrir o dinheiro. Mas nada conseguem.
Nesse ínterim, a bela princesa da Moróvia chega ao país e quer realizar um grande baile na mansão de Fella para conhecer seu futuro marido. A madrasta percebe que é a chance de riqueza novamente e pede a seus filhos que tentem conquistar a princesa. A família não quer que Fella vá ao baile, mas não sabem que mesmo assim ele conseguirá conhecer a princesa, pois contará com a ajuda do seu "fado-padrinho".